# Vortice (film 1934)
Vortice (Whirlpool) è un film drammatico del 1934 diretto da Roy William Neill. Il film è interpretato da Jean Arthur e Jack Holt. È stato distribuito negli USA il 10 aprile 1934 col titolo originale di Whirlpool.

## Trama
Bob, appena sposato con Sandra, durante la luna di miele la informa di essere prossimo alla condanna a morte per aver ucciso un uomo.
Quando Bob viene incarcerato, Sandra scopre di essere incinta e decide così di risposarsi per dare un cognome diverso al nascituro.
A Bob viene infine comminata la pena a vent'anni di carcere, e appena uscito entra a far parte di un'organizzazione criminale.
Tempo dopo è chiamato al processo finale, e durante un'intervista ricorda nel viso di una giornalista quello della figlia (che vede nelle foto inviategli dalla ex moglie), e decide allora di chiudere l'intervista per evitare di essere identificato da ella.
Bob evita anche il processo, dove può essere decisa la sorte di un uomo accusato ingiustamente dell'omicidio compiuto da lui, a fargli pressione vi è però il suo avvocato che viene strangolato per la sua testardaggine.
Bob decide alla fine di togliersi la vita dopo aver rammentato di aver vissuto nella malavita.

## Produzione
Il film venne prodotto dalla Columbia Pictures Corporation.

## Distribuzione
Distribuito dalla Columbia Pictures Corporation, il film uscì nelle sale cinematografiche USA il 10 aprile 1934.